# Пташник, Виктория Юрьевна
Виктория Юрьевна Пташник (укр. Вікторія Юріївна Пташник, род. 1 января 1983) — украинский юрист, общественный деятель и политик, народный депутат Украины 8-го созыва. В Верховную Раду 8-го созыва она прошла номером 23 по списку партии «Самопомощь», является членом комитета Верховной Рады Украины по вопросам экономической политики.

## Биография
Виктория Пташник родилась 1 января 1983 года в Киеве. В 2006 году закончила КНУ имени Шевченко.
С 2004 года по 2006 год работала в ОАО «Диамантбанк», прошла путь от младшего юрисконсульта до руководителя юридического отдела центрального офиса банка.
В 2006 году получила свидетельство на право занятия адвокатской деятельностью и перешла на работу в украинскую адвокатскую фирму «Спенсер и Кауфманн» на должность младшего юриста. В «Спенсер и Кауфманн» Виктория Пташник успешно занималась практикой по конкурентным и антимонопольным делам, к 2011 году получила статус партнёра. А с 2011 года по август 2013 года Виктория Пташник — ассоциированный партнёр юридической компании «Правовой Альянс».
В сентябре 2013 года Пташник стала учредителем и партнёром юридической компании «Дроит» (фр. droit — право). Также в 2013 году она получила дополнительное образование, закончив Украинскую школу политических исследований.
Виктория Пташник состоит членом комитета по конкурентному праву Ассоциации юристов Украины и участвует в работе Общественного совета при Антимонопольном комитете Украины (АМКУ), исполняя обязанности заместителя председателя комитета по недобросовестной конкуренции Общественного совета при АМКУ.
После победы Евромайдана приняла участие в работе инициативной группы «Новая страна», став координатором экспертной группы правовой реформы «Закон и порядок».

## Политическая деятельность
В 2014 году Виктория Пташник приняла участие в выборах в Верховную Раду 8-го созыва в составе партийного списка партии «Самопомощь» под номером 23 и была избрана депутатом. В Раде Пташник участвует в работе комитета Верховной Рады Украины по вопросам экономической политики. По данным электронной регистрации Виктория Пташник посетила около 92 % пленарных заседаний.
В Верховной Раде Пташник занимается реформами антимонопольного законодательства, она автор нескольких законопроектов в этой области, а также принимала участие в составлении той части коалиционного соглашения, что касается антимонопольной реформы. Также Виктория занимается вопросами реформирования корпоративного законодательства, защиты прав интеллектуальной собственности, судебной системы, участвует в конституционном процессе в части законопроектов о децентрализации.
В данных сферах Виктория инициировала ряд законопроектов, которые были приняты как законы, в частности:
Закон о внесении изменений в некоторые законодательные акты Украины относительно обеспечения прозрачности деятельности Антимонопольного комитета Украины (782-VIII).
Закон о внесении изменений в Закон Украины «О защите экономической конкуренции» (относительно повышения эффективности системы контроля за экономическими концентрациями) (935-VIII).
Закон о внесении изменений в некоторые законодательные акты Украины относительно повышения уровня корпоративного управления в акционерных обществах (1983-VIII).
Закон о внесении изменений в Закон Украины «О защите экономической конкуренции» относительно усовершенствования процедур контроля за концентрацией субъектов хозяйствования (2195-VIII).
Закон о внесении изменений в некоторые законодательные акты Украины относительно корпоративных договоров (1984-VIII).
Закон о внесении изменений в некоторые законодательные акты Украины (относительно устранения административных барьеров для экспорта услуг) (1724-VIII).
Закон об обществах с ограниченной и дополнительной ответственностью (2275-VIII).
Закон о внесении изменений в некоторые законодательные акты Украины (относительно добровольного присоединения территориальных общин) (1851-VIII).
Закон о внесении изменений в некоторые законодательные акты Украины относительно обеспечения принципов процессуальной справедливости и повышения эффективности производств по делам о нарушении законодательства о защите экономической конкуренции (проект № 6746).
31 августа 2015 года Пташник была исключена из фракции «Самопомощь» за голосование в поддержку изменений в Конституцию Украины и стала внефракционным депутатом.
25 декабря 2018 года включена в санкционный список России.
В феврале 2019 стала соинициатором создания общественно-политической платформы «Евроатлантическая повестка дня для Украины». На парламентских выборах 2019 года выдвигается кандидатом от партии «Голос» по мажоритарному округу.

## Профессиональное признание и награды
Вошла в пятёрку лучших юристов Украины в области конкурентного права по итогам присуждения VII и VIII Юридической премии (в 2013 и 2014 годах).
Вошла в число 9 наиболее рекомендованных юристов в сфере антимонопольного права по результатам исследования «Юридической газеты» в рамках проекта «Топ-250. Наилучшие юристы глазами коллег по юридическому бизнесу 2010/2011».
По результатам исследований «Ukrainian Law Firms. A Handbook for Foreign Clients» в 2013 и 2014 годах вошла в перечень рекомендованных украинских специалистов в области конкурентного права.
Согласно рейтингу РПР по итогам I—IV сессий, заняла 7 место в ТОР-10 законодателей-реформаторов.
Вошла в ТОП-10 эффективных госслужащих 2017 от юридического бизнеса по версии «Юридической газеты».
Вошла в ТОП-10 депутатов-реформаторов 2017 по версии издания «Деловая столица».
Вошла в ТОП-10 успешных женщин-юристов в категории «политики, государственные служащие, судьи» по версии исследования «Юридической газеты» Ukrainian Women in Law 2018.
Вошла в ТОП-10 эффективных государственных служащих и должностных лиц от юридического бизнеса в 2018 году по версии «Юридической газеты».

## Семья
Виктория Пташник замужем, воспитывает сына и дочь.